# Sãotomédvärguv
Sãotomédvärguv (Otus hartlaubi) är en fågel i familjen ugglor inom ordningen ugglefåglar.

## Utseende och läte
Sãotomédvärguv är en liten (16–19 cm) och oanselig uggla med mycket små örontofsar. Ansiktet är ljust rödbrunt med vit haka och vita ögonbryn. På hjässan och resten av ovansidan är den varmare rödbrun med roströd marmorering och svarta spolstreck. På skapularerna syns svartspetsade vita fläckar, på vingpennorna beigefärgade och vita fläckar, och på stjärten smala beigefärgade tvärband. Undersidan är fint marmorerad i vitt, brunt och rostrött, med tydlig svart längsstreckning. Ungfågeln är blekare i fjäderdräkten. Lätena består av en hoande vissling, "hu-hu-hu", och ett morrande "urrr".

## Utbredning och systematik
Fågeln förekommer i högländer på São Tomé (Guineabukten). Den behandlas som monotypisk, det vill säga att den inte delas in i några underarter.

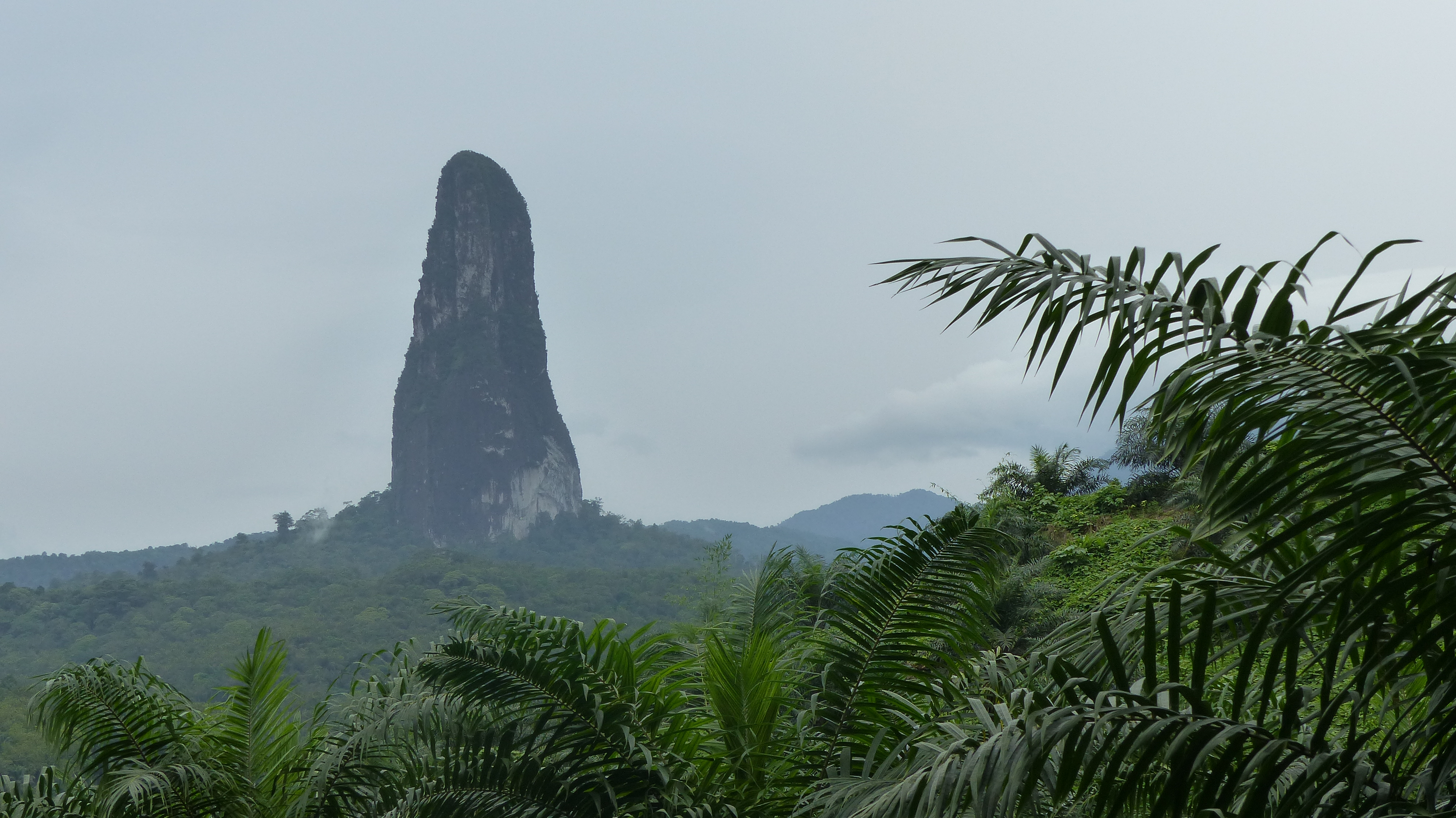
Fågeln förekommer endast på ön São Tomé i Guineabukten.

## Status och hot
Sãotomédvärguven har en liten världspopulation bestående av uppskattningsvis endast 250–1000 vuxna individer. Den tros också minska i antal till följd av habitatförlust. Fågeln är därför upptagen på internationella naturvårdsunionen IUCN:s röda lista över hotade arter, kategoriserad som sårbar (VU).

## Namn
Fågelns vetenskapliga artnamn hedrar Karel Johann Gustav Hartlaub (1814-1900), tysk ornitolog och samlare.